# Ichneumon fuscifrons
Ichneumon fuscifrons es una especie de insecto del género Ichneumon de la familia Ichneumonidae del orden Hymenoptera.
 Fue descrita por Cresson en 1864.